# مايك فالبورجيس
مايك فالبورجيس (بالألمانية: Maik Walpurgis)‏ هو لاعب كرة قدم ومدرب كرة قدم ألماني، ولد في 9 أكتوبر 1973 في هرفورد في ألمانيا.

## وصلات خارجية
- مايك فالبورجيس على موقع قاعدة بيانات كرة القدم.إي يو (الإنجليزية)
- مايك فالبورجيس على موقع بيانات كرة القدم. دي إي (الألمانية)